# Emerytura
Emerytura (z łac. emerere „zasłużyć”; w języku polskim emeryturę dawniej zwano również rentą starczą) – comiesięczne świadczenie pieniężne przysługujące w ramach zabezpieczenia społecznego w zależności od osiągniętego lub przewidywanego osiągnięcia wieku emerytalnego. W celu zapewnienia bezpieczeństwa finansowego na emeryturze, świadczenia te przyjmują zazwyczaj formę dożywotnich wypłat.

## Wiek emerytalny
Wiek emerytalny może być zróżnicowany w zależności od płci oraz od warunków zatrudnienia albo zatrudnienia w szczególnym charakterze (przywileje emerytalne). Wiek przechodzenia na emeryturę w przypadku kobiet najniższy jest w Rosji, Białorusi i Ukrainie (55 lat), najwyższy w Norwegii (67 lat) i Wielkiej Brytanii (68 lat). W przypadku mężczyzn najniższy wiek obowiązuje w Rosji, Białorusi i Ukrainie (60 lat), najwyższy również w Norwegii (67 lat) i Wielkiej Brytanii (68 lat).

## Systemy zabezpieczenia emerytalnego
System zabezpieczenia emerytalnego to organizacja sposobu realizowania wypłaty świadczeń emerytalnych. Można je rozpatrywać w skalach mikro- i makroekonomicznej. W skali mikroekonomicznej jest narzędziem wyrównywania poziomu konsumpcji w trakcie życia danej osoby poprzez odpowiednią alokację części dochodu na rzecz składek emerytalnych. Natomiast w skali makroekonomicznej jest narzędziem podziału bieżącego PKB generowania kapitału w formie oszczędności, w uproszczeniu, między pokolenie pracujących i pokolenie emerytów.
Głównymi celami systemów emerytalnych są:
- zapewnienie bezpieczeństwa ekonomicznego osobom w starszym wieku,
- stworzenie mechanizmu, który pozwala na wyrównanie poziomu konsumpcji w czasie trwania życia danego człowieka,
- zabezpieczenie przed zbyt wysokim spadkiem poziomu dochodów i dobrobytu ludzi w czasie starości,
- łagodzenie przejawów niedostatku i biedy poprzez odpowiednią redystrybucję majątku i dochodów,
- wzrost gospodarczy poprzez odpowiednie funkcjonowanie rynku pracy i rynku kapitałowego, zachęcając do oszczędzania[6].

Wypłaty świadczeń emerytalnych mogą być realizowane na wiele sposobów. 

### Systemy ubezpieczeniowe
Systemy emerytalne oparte są najczęściej na modelu ubezpieczeniowym, w którym można wyróżnić dwie główne metody finansowania.

#### System redystrybutywny
System redystrybutywny (repartycyjny, pay-as-you-go, PAYG) – składki pracownika trafiają do wspólnej puli, z której wypłacane są na bieżące świadczenia dla osób, którym one przysługują w danym momencie. Po przejściu na emeryturę świadczenia są wypłacane ze składek osób płacących je w danym momencie. Po śmierci ubezpieczonego ich wypłacanie jest wstrzymywane, zaś suma składek wpłaconych przez pracownika kontynuuje cyrkulację w systemie. Podstawą systemu redystrybutywnego jest tzw. umowa międzypokoleniowa, czyli nieformalne założenie, że młodsze pokolenia będą finansować emerytury starszych. Podstawowym założeniem wydolności takiej umowy jest przyrost rzeczywisty liczby ludności przynajmniej na poziomie gwarantującym stałą liczbę populacji. Z tego powodu systemy redystrybutywne są wrażliwe na długotrwałe trendy demograficzne. Ze względu na stałość gwarantowanej wysokości świadczeń emerytalnych przy zmiennych wpływach, systemy redystrybutywne są wrażliwe na chwilowe zachwiania koniunktury gospodarczej. Zwolennicy systemu redystrybutywnego wskazują, że realizuje on cele solidarności społecznej, wyrównywania różnic społecznych oraz zapewnia ciągłość systemu emerytalnego dla grup, które nie zgromadziłyby kapitału emerytalnego w wyniku wahań koniunktury gospodarczej lub innych wydarzeń losowych (np. wojen).

#### System kapitałowy
System kapitałowy – pracownik przez cały czas swojej aktywności zawodowej odprowadza składki, które są lokowane na oprocentowanych rachunkach bankowych. Po przejściu na emeryturę pracownik może dysponować całym kapitałem wraz z odsetkami lub tylko comiesięcznymi świadczeniami pochodzącymi z odsetek od kapitału, wypłacanymi dożywotnio. Po śmierci kapitał może być dziedziczony przez rodzinę pracownika. Systemy kapitałowe są znane już od XVI wieku, gdy były stosowane w różnego rodzaju cechach i stowarzyszeniach branżowych. W wielu krajach europejskich już od XVII wieku stosowano lokaty bankowe jako formę zabezpieczenia przyszłości niepełnoletnich dzieci lub osób w podeszłym wieku. Obecnie do ich obsługi są wykorzystywane głównie fundusze oparte na bezpiecznych instrumentach inwestycyjnych.

### Systemy zaopatrzeniowe
Systemy zaopatrzenia emerytalnego dotyczą umundurowanych służb państwowych. Od wynagrodzenia funkcjonariusza lub żołnierza nie jest odprowadzana składka emerytalna, a odpowiednia ustawa gwarantuje świadczenia emerytalne wypłacane z budżetu państwa w określonej wysokości.

### Nieemerytalne systemy uposażeniowe
Ponadto niektóre urzędy publiczne zamiast systemów emerytalnych objęte są budżetowymi systemami uposażenia w stanie spoczynku, w których osoba pełniąca określony urząd formalnie nie przestaje go pełnić, a jedynie przechodzi w stan spoczynku i zamiast wypłaty świadczenia emerytalnego kontynuuje otrzymywanie uposażenia wprost z jednostki budżetowej stanowiącej dotychczasowe miejsce zatrudnienia.

### Ryzyka
Narastający problem systemów emerytalnych wiąże się z tym, że młodzi, czynni zawodowo ludzie, stają się w populacji mniejszością. Dla przykładu w 2050 r. w Stanach Zjednoczonych na jednego emeryta przypadać będzie 2,5 pracownika, we Francji 1,9, w Niemczech 1,6, we Włoszech zaś wskaźnik ten osiągnie 1,5, zaś w Polsce 1,9 po zmianie wieku emerytalnego, gdyby zmiany nie wprowadzono 1,3. 
Systemy emerytalne są obarczone wysokimi i trudnymi do przewidzenia rodzajami ryzyka:
- ryzyko ekonomiczne – zdarzenia gospodarcze, które mogą wydarzyć się w przyszłości, mające znaczący wpływ na kształtowanie się cen i produkcji. Każde wahania się poziomu produkcji i cen mają znaczący wpływ na system emerytalny;
- ryzyko demograficzne – zależy głównie od współczynnika dzietności, umieralności i innych zmiennych demograficznych, które silnie wpływają na system emerytalny zarówno w sposób pośredni – poprzez wpływ na poziom cen i poziom produkcji, co w kolejności wpływa na wysokość wpływów oraz zobowiązań, jak też w sposób bezpośredni – poprzez zasady przyjęte w konstrukcji danego systemu emerytalnego;
- ryzyko polityczne – niepewność polityczna ma wpływ na różne programy emerytalne, ponieważ ich prawidłowe funkcjonowanie zależy od stabilności i efektywności polityki państwa[10].

Dodatkowo fundusze emerytalne niezależnie od powyższych, ogólnych rodzajów ryzyka, narażone są również na:
- ryzyko zarządzania – może ukazywać się poprzez brak odpowiednich kompetencji osób zarządzających danym funduszem lub malwersacji finansowych, których uczestnicy funduszu nie są w stanie monitorować;
- ryzyko inwestycyjne – fluktuacje rynkowe mające wpływ na papiery wartościowe w postaci których lokowane są zasoby finansowe funduszu emerytalnego;
- ryzyko długowieczności – środki zgromadzone przez uczestnika funduszu mogą okazać się niewystarczające do wypłacania świadczenia aż do jego śmierci;
- ryzyko rynkowe – wartość zgromadzonych środków może być zależna od stopy zwrotu z aktywów zainwestowanych przez instytucję ubezpieczeniową[11].